# Lista dos campeões mundiais dos pesos pesados (WWE, 2002–2013)

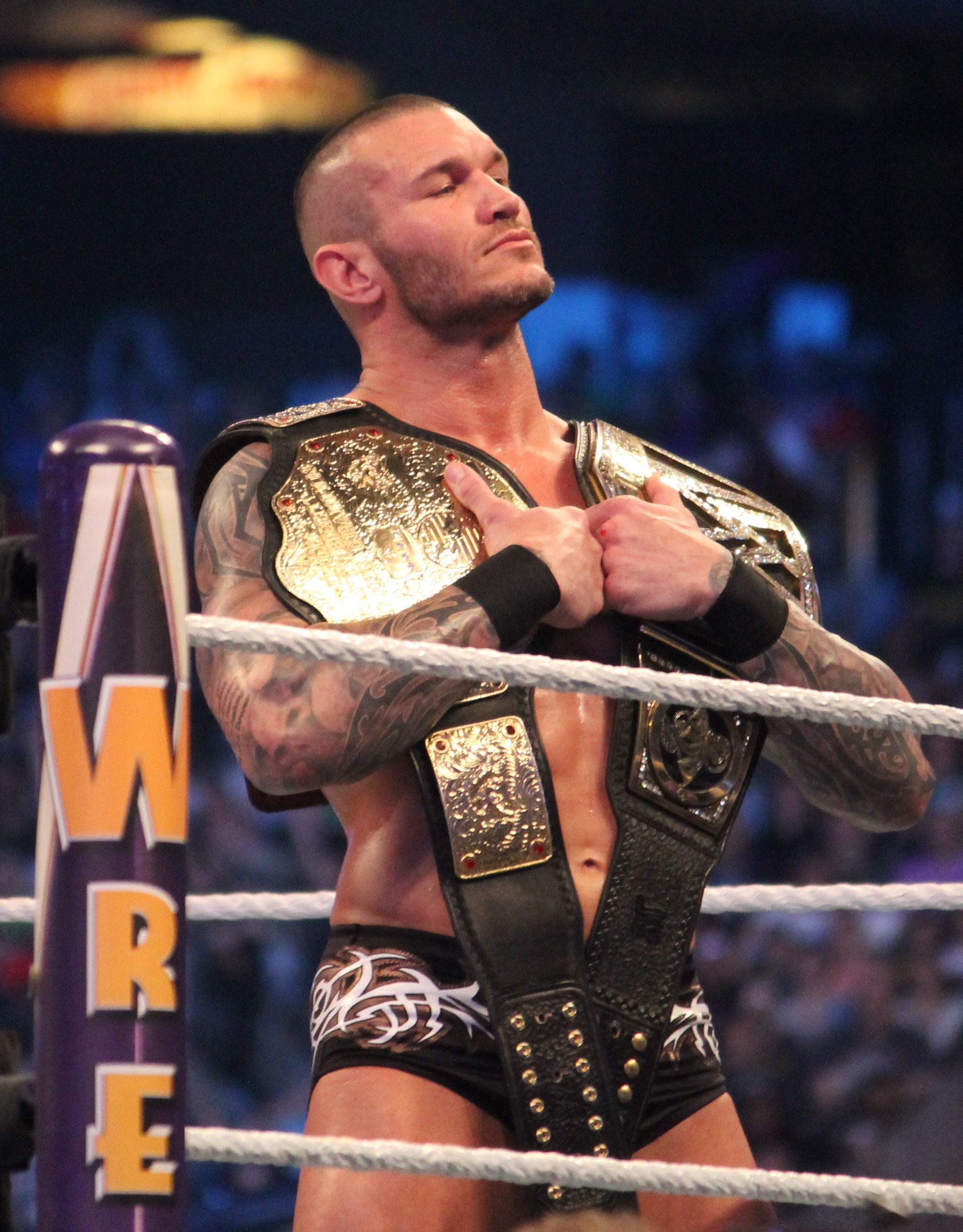
Randy Orton, último campeão, que unificou o título ao WWE Championship.

O World Heavyweight Championship foi um título de luta profissional da WWE, complementar ao WWE Championship. O título foi criado em 2002 após a compra da World Championship Wrestling (WCW) e da Extreme Championship Wrestling (ECW), o que separou a WWE em duas divisões, Raw e SmackDown, e aposentado em 2013, ao ser unificado ao WWE Championship.
O título mundial original da WWE, o WWE Championship (que era a combinação dos títulos da WWF e da WCW, unificados por Chris Jericho), foi designado para o SmackDown, o que resultou na criação do World Heavyweight Championship, que foi designado para o Raw O World Heavyweight Championship não é uma continuação do WCW Championship, mas mais como um sucessor.
O título foi normalmente disputado em lutas de wrestling profissional, que têm seus resultados pré-determinados. O primeiro campeão foi Triple H, que recebeu o título de Eric Bischoff em 2 de setembro de 2002. Triple H também detém o recorde de dias com o título, com 616. O título mais longo foi o de Batista, com 282 dias. O mais curto foi o de Big Show, com um minuto e 53 segundos. No total, 22 lutadores já ganharam o título, com Edge sendo o recordista de reinados, com sete. O último campeão foi Randy Orton, que unificou o título ao WWE Championship ao derrotar John Cena no TLC: Tables, Ladders & Chairs de 2013.

## Reinados
| #  | Lutadores       | Reinados | Data                    | Dias | Local                    | Evento                               | Notas | Ref           |
| -- | --------------- | -------- | ----------------------- | ---- | ------------------------ | ------------------------------------ | --- | ------------- |
| 1  | Triple H        | 1        | 2 de setembro de 2002   | 76   | Milwaukee, WI            | Raw                                  | Triple H ganhou o título de Eric Bischoff. Triple H derrotou o WWE Intercontinental Champion Kane em 20 de outubro de 2002 no No Mercy para unificar os títulos.                                             | [ 6 ] [ 7 ]   |
| 2  | Shawn Michaels  | 1        | 17 de novembro de 2002  | 28   | New York, NY             | Survivor Series (2002)               | Foi a primeira Elimination Chamber, também envolvendo Chris Jericho, Booker T, Rob Van Dam e Kane | [ 8 ] [ 9 ]   |
| 3  | Triple H        | 2        | 15 de dezembro de 2002  | 280  | Sunrise, FL              | Armageddon (2002)                    | Foi uma luta Three Stages of Hell. | [ 10 ] [ 11 ] |
| 4  | Goldberg        | 1        | 21 de setembro de 2003  | 84   | Hershey, PA              | Unforgiven (2003)                    | Foi uma luta Carreira vs. Título. | [ 12 ] [ 13 ] |
| 5  | Triple H        | 3        | 14 de dezembro de 2003  | 91   | Orlando, FL              | Armageddon (2003)                    | Foi uma luta Triple Threat também envolvendo Kane. | [ 14 ] [ 15 ] |
| 6  | Chris Benoit    | 1        | 14 de março de 2004     | 154  | New York, NY             | WrestleMania XX                      | Foi uma luta Triple Threat também envolvendo Shawn Michaels. | [ 16 ] [ 17 ] |
| 7  | Randy Orton     | 1        | 15 de agosto de 2004    | 28   | Toronto, ON              | SummerSlam (2004)                    | | [ 18 ] [ 19 ] |
| 8  | Triple H        | 4        | 12 de setembro de 2004  | 85   | Portland, OR             | Unforgiven (2004)                    | [ 20 ] [ 21 ] |               |
| —  | Vago            | —        | 6 de dezembro de 2004   | —    | Charlotte, NC            | Raw                                  | Título ficou vago após polêmica em uma luta Triple Threat envolvendo Triple H, Edge e Chris Benoit. | [ 22 ] [ 23 ] |
| 9  | Triple H        | 5        | 9 de janeiro de 2005    | 84   | San Juan, Porto Rico     | New Year's Revolution (2005)         | Triple H derrotou Chris Benoit, Chris Jericho, Randy Orton, Batista e Edge em uma Elimination Chamber com Shawn Michaels como árbitro.                                                                       | [ 22 ] [ 24 ] |
| 10 | Batista         | 1        | 3 de abril de 2005      | 282  | Los Angeles, CA          | WrestleMania 21                      | Batista foi transferido para o SmackDown!, tornando o título exclusivo do programa. | [ 25 ] [ 26 ] |
| —  | Vago            | —        | 10 de janeiro de 2006   | —    | Filadélfia, PA           | SmackDown!                           | Batista deixou o título vago após se lesionar. | [ 27 ] [ 28 ] |
| 11 | Kurt Angle      | 1        | 10 de janeiro de 2006   | 82   | Filadélfia, PA           | SmackDown!                           | Angle venceu uma Battle Royal de 20 lutadores ao eliminar por último Mark Henry. Exibido em 13 de janeiro.                                                                                                   | [ 27 ] [ 28 ] |
| 12 | Rey Mysterio    | 1        | 2 de abril de 2006      | 112  | Rosemont, IL             | WrestleMania 22                      | Foi uma luta Triple Threat também envolvendo Randy Orton. Mysterio se tornou o mais leve Campeão Mundial dos Pesos-Pesados.                                                                                  | [ 29 ] [ 30 ] |
| 13 | King Booker     | 1        | 23 de julho de 2006     | 126  | Indianapolis, IN         | The Great American Bash (2006)       | | [ 31 ] [ 32 ] |
| 14 | Batista         | 2        | 26 de novembro de 2006  | 126  | Filadélfia, PA           | Survivor Series (2006)               | [ 33 ] [ 34 ] |               |
| 15 | The Undertaker  | 1        | 1 de abril de 2007      | 37   | Detroit, MI              | WrestleMania 23                      | [ 35 ] [ 36 ] |               |
| 16 | Edge            | 1        | 8 de maio de 2007       | 70   | Pittsburgh, PA           | SmackDown!                           | Edge usou seu contrato de Money in the Bank. Edge, então lutador do Raw, foi transferido para o SmackDown!. Episódio exibido em 11 de maio.                                                                  | [ 37 ] [ 38 ] |
| —  | Vago            | —        | 17 de julho de 2007     | —    | Laredo, TX               | SmackDown!                           | Edge deixou o título vago após uma lesão. Exibido em 20 de julho. | [ 39 ] [ 40 ] |
| 17 | The Great Khali | 1        | 17 de julho de 2007     | 61   | Laredo, TX               | SmackDown!                           | Khali venceu uma Battle Royal de 20 lutadores, eliminando por último Batista. Exibido em 20 de julho. | [ 39 ] [ 40 ] |
| 18 | Batista         | 3        | 16 de setembro de 2007  | 91   | Memphis (Tennessee), TN  | Unforgiven (2007)                    | Foi uma luta Triple Threat também envolvendo Rey Mysterio. | [ 41 ] [ 42 ] |
| 19 | Edge            | 2        | 16 de dezembro de 2007  | 105  | Pittsburgh, PA           | Armageddon (2007)                    | Foi uma luta Triple Threat também envolvendo The Undertaker. | [ 43 ] [ 44 ] |
| 20 | The Undertaker  | 2        | 30 de março de 2008     | 30   | Orlando, FL              | WrestleMania XXIV                    | Foi uma luta Título vs. Recorde. | [ 45 ] [ 46 ] |
| —  | Vago            | —        | 29 de abril de 2008     | —    | Atlantic City, NJ        | SmackDown                            | Vickie Guerrero obrigou Undertaker a abandonar o título pelo perigo de seu movimento de submissão Hell's Gate. Exibido em 2 de maio.                                                                         | [ 47 ] [ 48 ] |
| 21 | Edge            | 3        | 1 de junho de 2008      | 29   | San Diego, CA            | One Night Stand (2008)               | Edge derrotou The Undertaker em uma luta Tables, Ladders, and Chairs. | [ 47 ] [ 49 ] |
| 22 | CM Punk         | 1        | 30 de junho de 2008     | 69   | Oklahoma City, OK        | Raw                                  | Punk usou seu contrato do Money in the Bank. CM Punk era do Raw, o que fez o título exclusivo do programa.                                                                                                   | [ 50 ] [ 51 ] |
| 23 | Chris Jericho   | 1        | 7 de setembro de 2008   | 49   | Cleveland, OH            | Unforgiven (2008)                    | CM Punk deveria defender seu título em uma Championship Scramble também envolvendo John "Bradshaw" Layfield, Batista, Rey Mysterio e Kane, mas foi substituído por Jericho após ser atacado por Randy Orton. | [ 52 ] [ 53 ] |
| 24 | Batista         | 4        | 26 de outubro de 2008   | 8    | Phoenix, AZ              | Cyber Sunday (2008)                  | Steve Austin foi o árbitro da luta. | [ 54 ] [ 55 ] |
| 25 | Chris Jericho   | 2        | 3 de novembro de 2008   | 20   | Tampa, FL                | Raw                                  | Foi uma luta em uma jaula de aço. | [ 52 ] [ 56 ] |
| 26 | John Cena       | 1        | 23 de novembro de 2008  | 84   | Boston, MA               | Survivor Series (2008)               | | [ 57 ] [ 58 ] |
| 27 | Edge            | 4        | 15 de fevereiro de 2009 | 49   | Seattle, WA              | No Way Out (2009)                    | Foi uma Elimination Chamber também envolvendo Chris Jericho, Rey Mysterio, Mike Knox e Kane. Título se tornou novamente exclusivo do SmackDown.                                                              | [ 59 ] [ 60 ] |
| 28 | John Cena       | 2        | 5 de abril de 2009      | 21   | Houston, TX              | WrestleMania XXV                     | Foi uma luta Triple Threat também envolvendo The Big Show. Título se tornou exclusivo do Raw. | [ 61 ] [ 62 ] |
| 29 | Edge            | 5        | 26 de abril de 2009     | 42   | Providence, RI           | Backlash (2009)                      | Foi uma luta Last Man Standing. Título se tornou exclusivo do SmackDown. | [ 63 ] [ 64 ] |
| 30 | Jeff Hardy      | 1        | 7 de junho de 2009      | 0    | Nova Orleãs, LA          | Extreme Rules (2009)                 | Foi uma luta de escadas. | [ 65 ] [ 66 ] |
| 31 | CM Punk         | 2        | 7 de junho de 2009      | 49   | Nova Orleãs, LA          | Extreme Rules (2009)                 | Punk usou seu contrato do Money in the Bank após Hardy ganhar o título. | [ 66 ] [ 67 ] |
| 32 | Jeff Hardy      | 2        | 26 de julho de 2009     | 28   | Filadélfia, PA           | Night of Champions (2009)            | | [ 68 ] [ 69 ] |
| 33 | CM Punk         | 3        | 23 de agosto de 2009    | 42   | Los Angeles, CA          | SummerSlam (2009)                    | Foi uma luta Tables, Ladders, and Chairs. | [ 70 ] [ 71 ] |
| 34 | The Undertaker  | 3        | 4 de outubro de 2009    | 140  | Newark (Nova Jérsia), NJ | Hell in a Cell (2009)                | Foi uma luta Hell in a Cell. | [ 72 ] [ 73 ] |
| 35 | Chris Jericho   | 3        | 21 de fevereiro de 2010 | 37   | St. Louis, MO            | Elimination Chamber (2010)           | Foi uma Elimination Chamber, também envolvendo John Morrison, R-Truth, CM Punk e Rey Mysterio | [ 74 ]        |
| 36 | Jack Swagger    | 1        | 30 de março de 2010     | 82   | Las Vegas, NV            | SmackDown                            | Swagger usou seu contrato de Money in the Bank. Swagger foi transferido para o SmackDown. Exibido em 2 de abril.                                                                                             | [ 75 ]        |
| 37 | Rey Mysterio    | 2        | 20 de junho de 2010     | 28   | Uniondale, NY            | Fatal 4-Way                          | Foi uma luta Fatal 4-Way, também envolvendo The Big Show e CM Punk. | [ 76 ]        |
| 38 | Kane            | 1        | 18 de julho de 2010     | 154  | Kansas City, MO          | Money in the Bank                    | Kane usou seu contrato do Money in the Bank do SmackDown. | [ 77 ]        |
| 39 | Edge            | 6        | 19 de dezembro de 2010  | 58   | Houston, TX              | TLC: Tables, Ladders & Chairs (2010) | Foi uma luta Fatal 4-Way Tables, Ladders, and Chairs, também envolvendo Alberto Del Rio e Rey Mysterio. Com essa vitória, Edge se tornou o superastro a ganhar mais vezes o título, superando Triple H.      | [ 78 ]        |
| 40 | Dolph Ziggler   | 1        | 15 de fevereiro de 2011 | 0    | San Diego, CA            | SmackDown                            | Edge perdeu o título por usar um golpe então proibido, o Spear. Exibido em 18 de fevereiro. | [ 79 ]        |
| 41 | Edge            | 7        | 15 de fevereiro de 2011 | 56   | San Diego, CA            | SmackDown                            | Exibido em 18 de fevereiro. | [ 80 ]        |
| —  | Vago            | —        | 12 de abril de 2011     | —    | Albany, NY               | SmackDown                            | Edge se aposentou e foi obrigado a abandonar o título. Exibido em 15 de abril. | [ 81 ]        |
| 42 | Christian       | 1        | 1 de maio de 2011       | 2    | Tampa, FL                | Extreme Rules (2011)                 | Christian derrotou Alberto Del Rio em uma luta de escadas. | [ 82 ]        |
| 43 | Randy Orton     | 2        | 3 de maio de 2011       | 75   | Orlando, Flórida         | SmackDown                            | Exibido em 6 de maio. | [ 83 ]        |
| 44 | Christian       | 2        | 17 de julho de 2011     | 28   | Rosemont, IL             | Money in the Bank (2011)             | De acordo com a estipulação, Christian ganhou o título após Orton ser desqualificado. | [ 84 ]        |
| 45 | Randy Orton     | 3        | 14 de agosto de 2011    | 35   | Los Angeles, CA          | SummerSlam (2011)                    | Foi uma luta No Holds Barred | [ 85 ]        |
| 46 | Mark Henry      | 1        | 18 de setembro de 2011  | 91   | Buffalo, NY              | Night of Champions (2011)            | | [ 86 ]        |
| 47 | Big Show        | 1        | 18 de dezembro de 2011  | 0    | Baltimore, MA            | TLC: Tables, Ladders & Chairs (2011) | Foi uma luta de cadeiras. | [ 87 ]        |
| 48 | Daniel Bryan    | 1        | 18 de dezembro de 2011  | 105  | Baltimore, MA            | TLC: Tables, Ladders & Chairs (2011) | Daniel Bryan usou seu seu contrato de Money in the Bank, derrotando Show após um ataque de Mark Henry. | [ 88 ]        |
| 49 | Sheamus         | 1        | 1 de abril de 2012      | 210  | Miami, FL                | WrestleMania XXVIII                  | A luta terminou em 18 segundos. | [ 89 ]        |
| 50 | Big Show        | 2        | 28 de outubro de 2012   | 72   | Atlanta, GA              | Hell in a Cell (2012)                | | [ 90 ]        |
| 51 | Alberto Del Rio | 1        | 8 de janeiro de 2013    | 91   | Miami, FL                | SmackDown                            | Foi uma Luta Last Man Standing. Exibido em 11 de janeiro. | [ 91 ] [ 92 ] |
| 52 | Dolph Ziggler   | 2        | 8 de abril de 2013      | 69   | East Rutherford, NJ      | Raw                                  | Dolph Ziggler usou seu contrato Money in the Bank. | [ 93 ] [ 94 ] |
| 53 | Alberto Del Rio | 2        | 16 de junho de 2013     | 134  | Chicago, IL              | WWE Payback                          | |               |
| 54 | John Cena       | 3        | 27 de outubro de 2013   | 49   | Miami, FL                | Hell in a Cell (2013)                | |               |
| 55 | Randy Orton     | 4        | 15 de dezembro de 2013  | 0    | Houston, TX              | TLC: Tables, Ladders & Chairs (2013) | Foi uma luta Tables, Ladders, and Chairs para unificar o WWE Championship e o World Heavyweight Championship no "WWE World Heavyweight Championship".                                                        | [ 95 ] [ 96 ] |
| —  | Unificado       | —        | 15 de dezembro de 2013  | —    | Houston, TX              | TLC: Tables, Ladders & Chairs (2013) | Aposentado logo após Randy Orton unificar os títulos, já que a linhagem escolhida para o novo campeonato foi a do WWE Championship.                                                                          | [ 96 ]        |

## Lista de reinados combinados

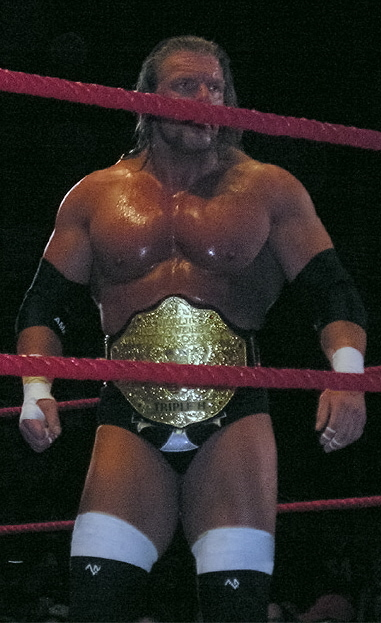
Triple H, recordista de dias com o título.

| Posição | Lutador         | # de reinados | Dias combinados |
| ------- | --------------- | ------------- | --------------- |
| 1.      | Triple H        | 5             | 616             |
| 2.      | Batista         | 4             | 507             |
| 3.      | Edge            | 7             | 409             |
| 4.      | Alberto Del Rio | 2             | 222             |
| 5.      | Sheamus         | 1             | 210             |
| 6.      | The Undertaker  | 3             | 209             |
| 7.      | CM Punk         | 3             | 160             |
| 8.      | Chris Benoit    | 1             | 154             |
| 8.      | Kane            | 1             | 154             |
| 8.      | John Cena       | 3             | 154             |
| 11.     | Rey Mysterio    | 2             | 140             |
| 12.     | Randy Orton     | 4             | 139             |
| 13.     | King Booker     | 1             | 126             |
| 14.     | Chris Jericho   | 3             | 106             |
| 15.     | Daniel Bryan    | 1             | 105             |
| 16.     | Mark Henry      | 1             | 91              |
| 17.     | Goldberg        | 1             | 84              |
| 18.     | Kurt Angle      | 1             | 82              |
| 18.     | Jack Swagger    | 1             | 82              |
| 20.     | Big Show        | 2             | 72              |
| 21.     | Dolph Ziggler   | 2             | 69              |
| 22.     | The Great Khali | 1             | 61              |
| 23      | Christian       | 2             | 30              |
| 24.     | Jeff Hardy      | 2             | 28              |
| 24.     | Shawn Michaels  | 1             | 28              |